# C'mon (Catch 'em by Surprise)
Singles par Tiësto
Who Wants to Be Alone
(2010) Zero 76
(2011)
Singles par Diplo
Blow Your Head
(2010) Make You Pop
(2011)
Singles par Busta Rhymes
Stop the Party
(2010) Look at Me Now
(2011)
C'mon (Catch 'em by Surprise) est une chanson du DJ et producteur néerlandais Tiësto, avec le DJ américain Diplo et le rappeur américain Busta Rhymes. Le single est disponible aux Pays-Bas, Royaume-Uni et en Finlande depuis le 14 janvier 2011 et aux États-Unis depuis le 24 janvier 2011. Le clip officiel est en ligne sur YouTube depuis le 17 décembre 2011.

## Liste des pistes
Téléchargement Digital
1. C'Mon (Catch 'Em By Surprise) [Tiësto vs. Diplo] {feat. Busta Rhymes} - 3:32

CD-Maxi
1. C'mon (Catch 'em By Surprise) (Radio Edit) - 3:32
2. C'mon (Catch 'em By Surprise) (Extended Club Mix) - 5:13
3. C'mon (Catch 'em By Surprise) (Instrumental) - 3:32
4. C'mon (Catch 'em By Surprise) (Acapella) - 3:29

## Classement par pays
| Classement (2011)                       | Meilleure Position |
| --------------------------------------- | ------------------ |
| Belgique (Flandre Ultratop 50 Singles)  | 39                 |
| Belgique (Wallonie Ultratop 50 Singles) | 39                 |
| Pays-Bas (Single Top 100)               | 8                  |
| Finlande (Suomen virallinen lista)      | 19                 |
| Pologne (Dance Top 50)                  | 10                 |
| Slovaquie (IFPI Rádio)                  | 54                 |
| Suisse (Schweizer Hitparade)            | 68                 |
| Royaume-Uni (UK Dance Chart)            | 1                  |
| Royaume-Uni (UK Singles Chart)          | 13                 |
| États-Unis Kids & Family                | 1                  |